# Bandmossväxter
Bandmossväxter (Metzgeriaceae) är en familj av bladmossor som ingår i ordningen Metzgeriales. Enligt Catalogue of Life ingår ordningen i klassen Jungermanniopsida, men enligt Dyntaxa tillhör ordningen istället klassen Marchantiopsida. Enligt Catalogue of Life omfattar familjen Metzgeriaceae 9 arter. 
Släkten enligt Catalogue of Life: och Dyntaxa
- Apometzgeria
- Austrometzgeria
- bandmossor
- Steereella
- Vandiemenia

## Bildgalleri

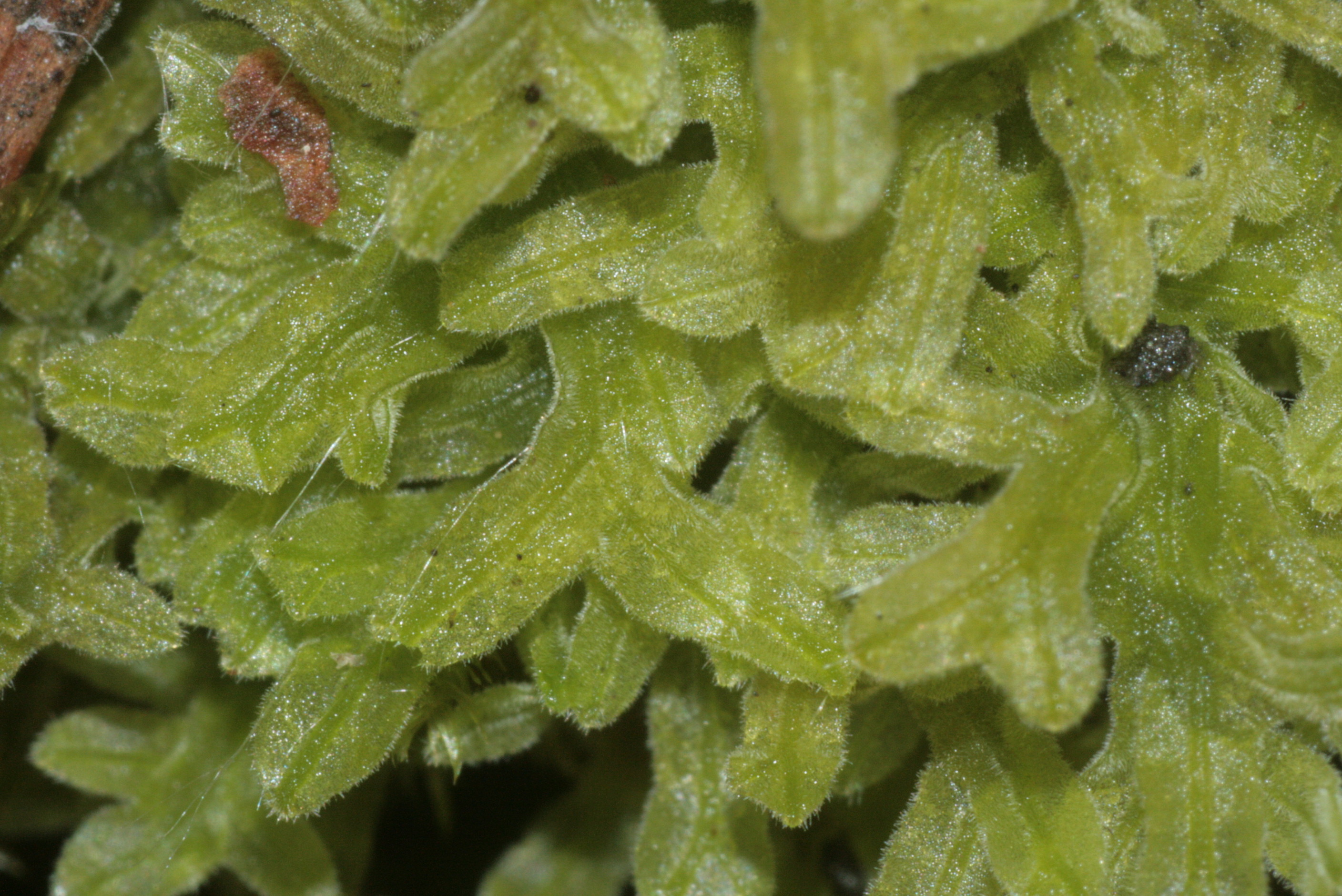
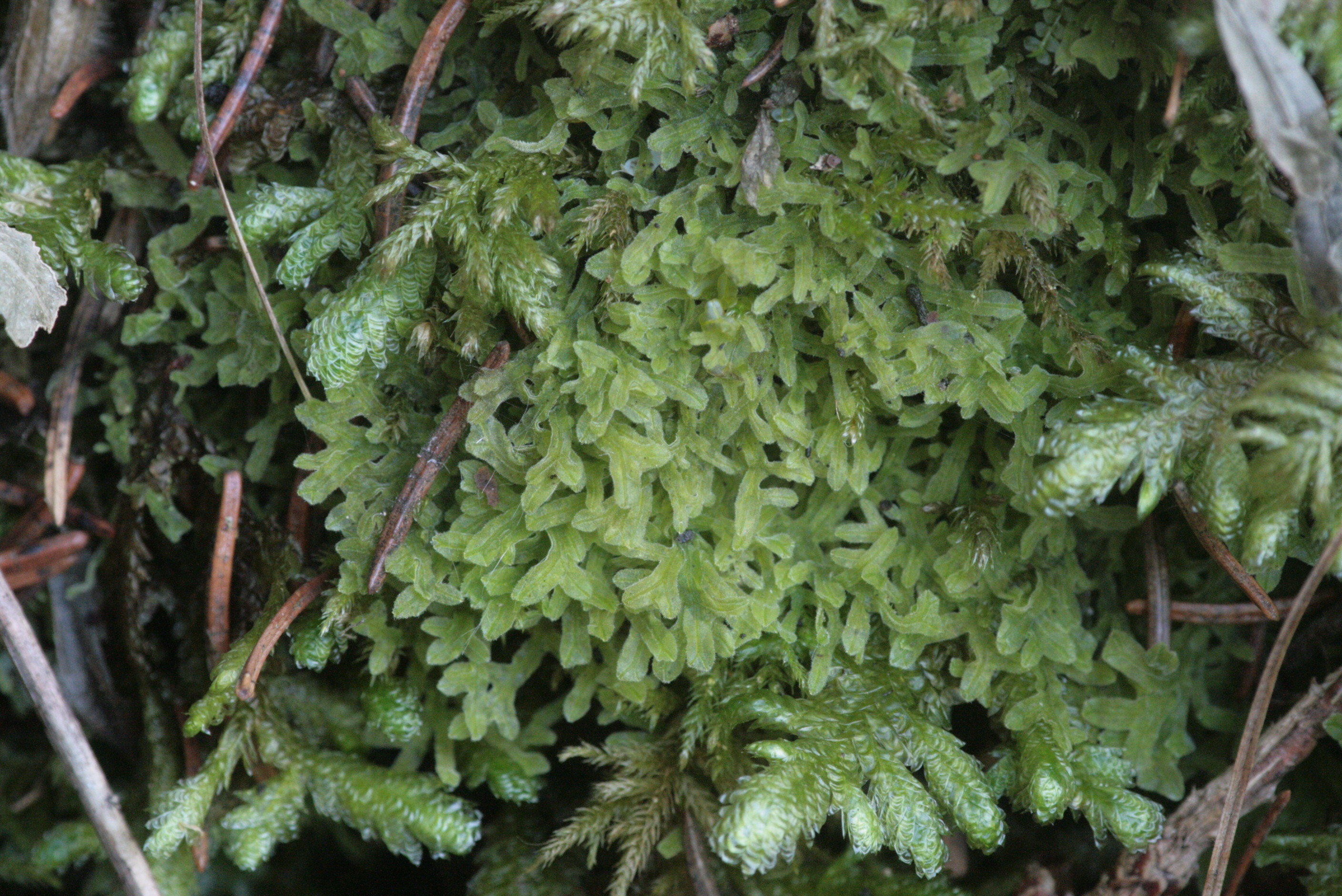
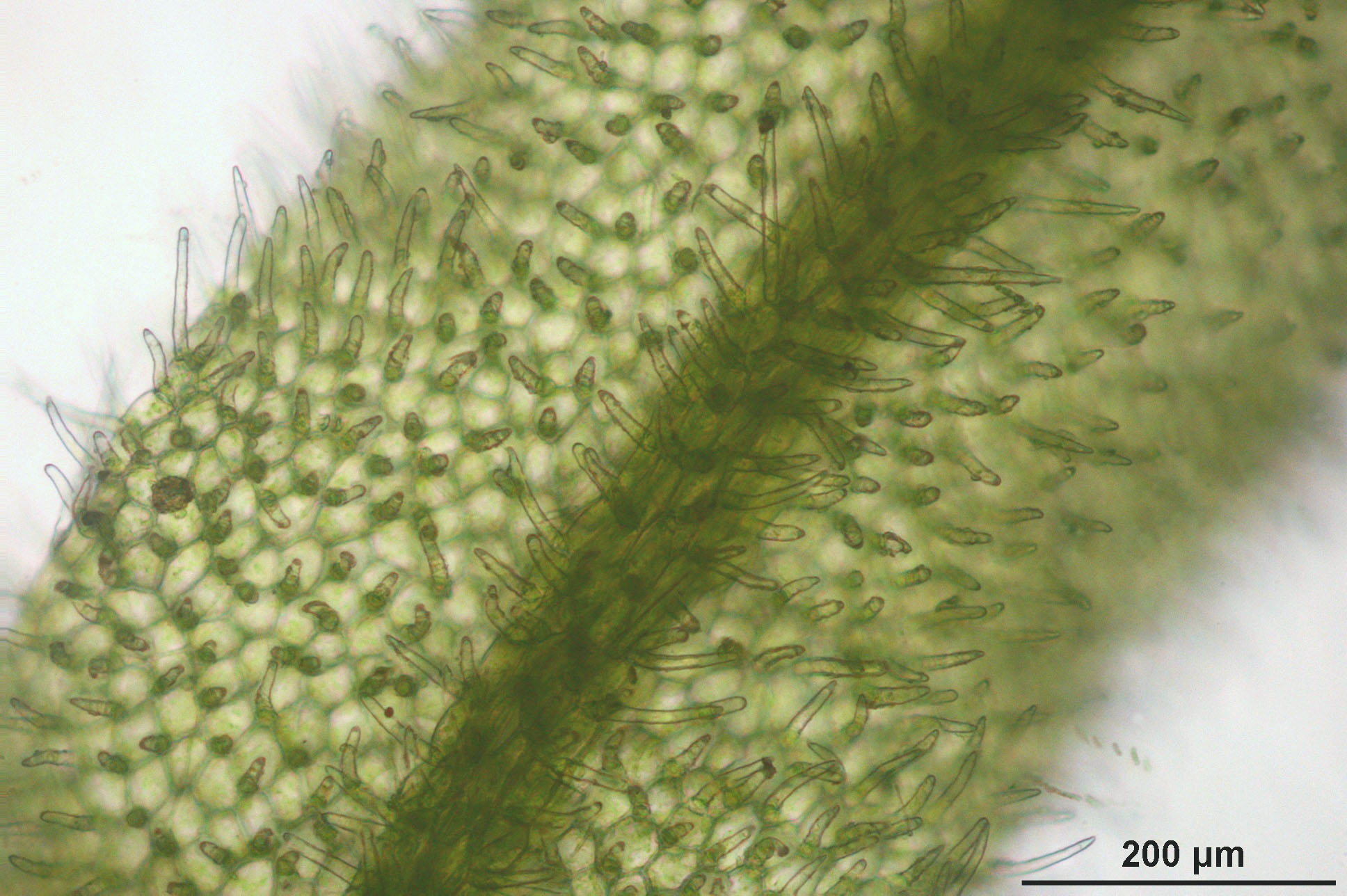
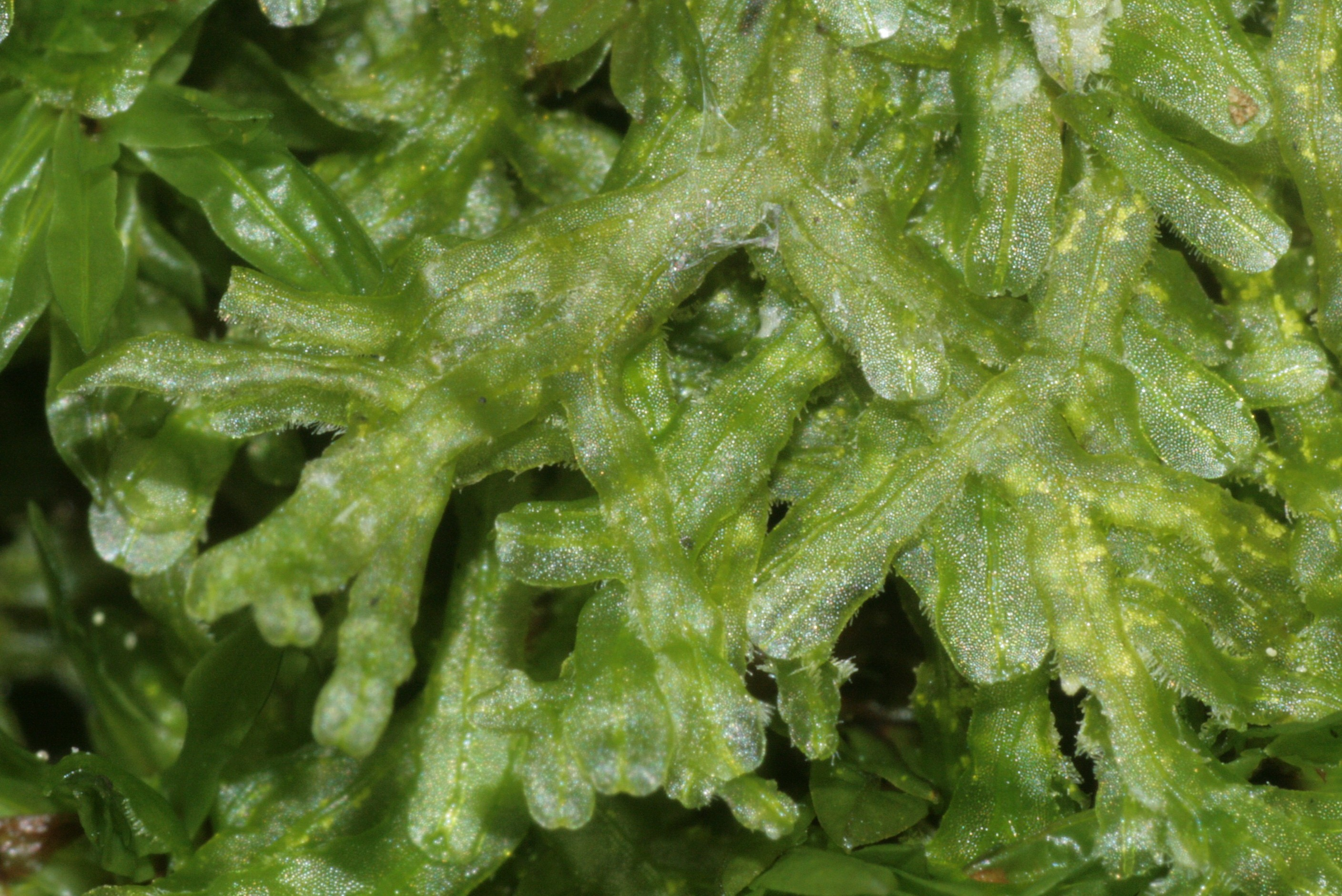
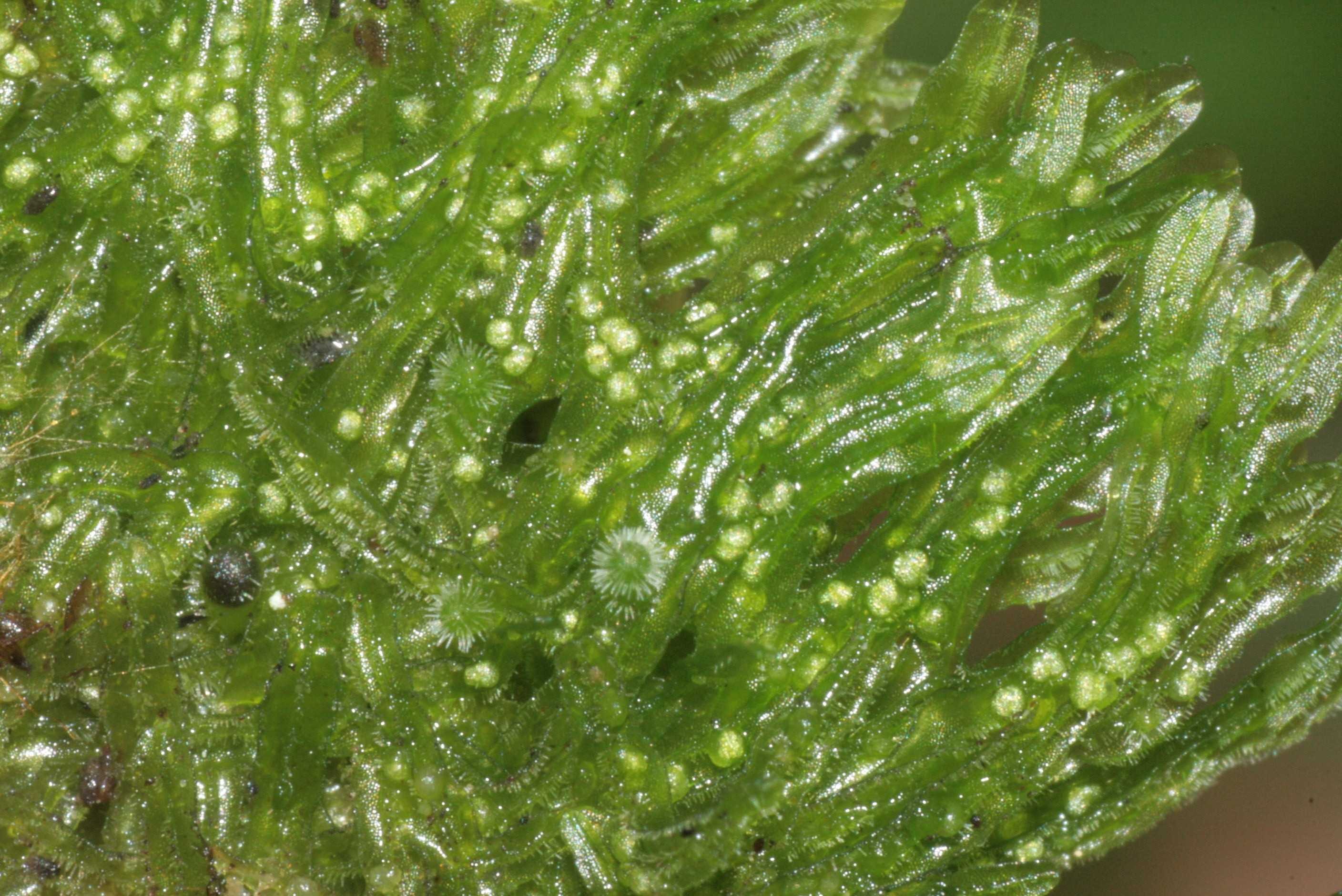
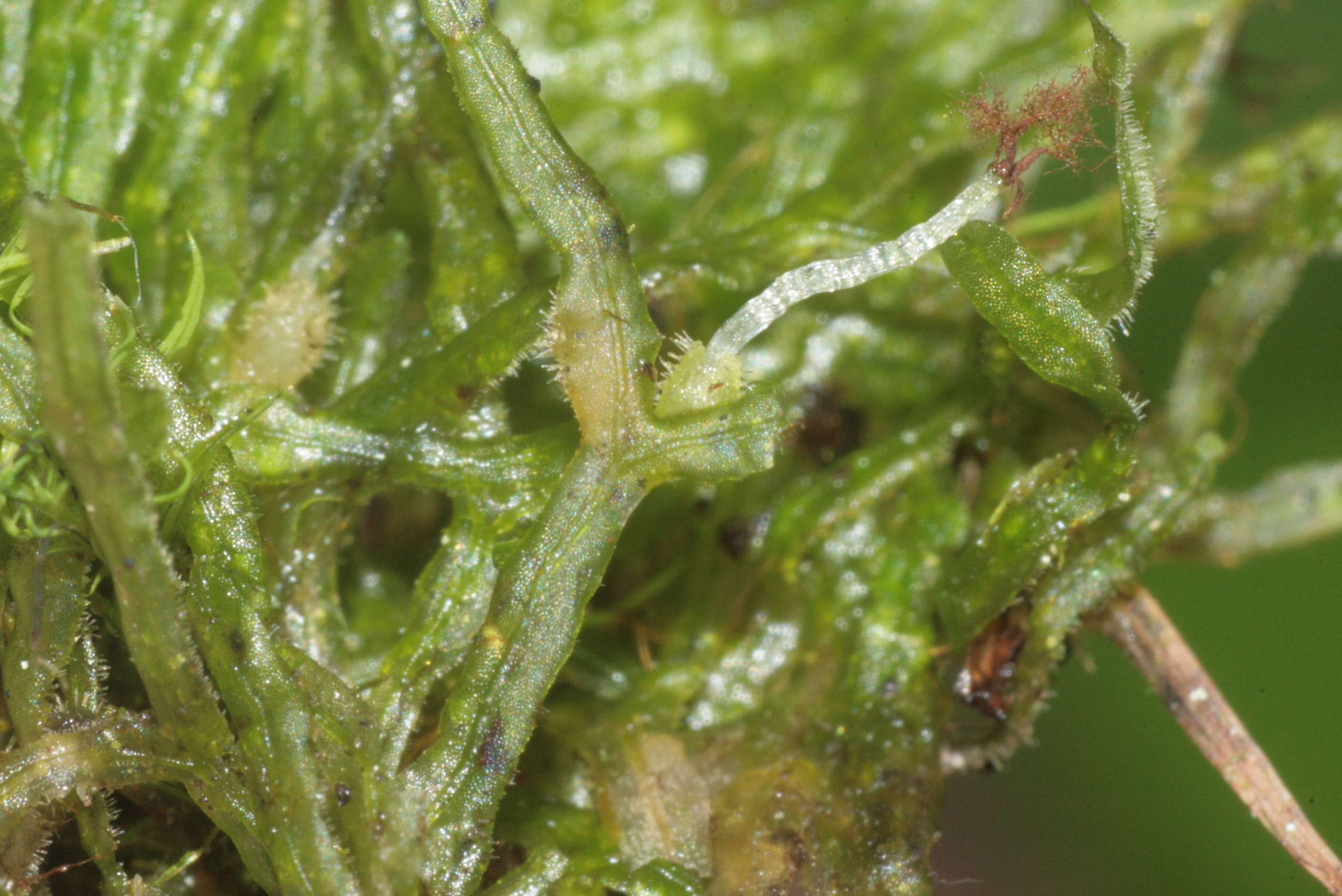